# 聖誕行情
聖誕行情是股票在十二月最後五個交易日和一月頭二個交易日上漲的日曆效應。依照2019年的《股票交易者年鑑》（Stock Trader's Almanac），從1950年至1969年之間，聖誕行情這七個交易日平均上漲了1.3%。在這七個交易日，股市上漲的機率為76%，比平均七日內的上漲機率要高很多。
不過，股市在圣诞节前一週沒有特別的差異。
在2024年-2025年，S&P 500出現了反聖誕行情，這七天裡的每一天都是下跌。
聖誕行情最早是由Yale Hirsch在1972年的《股票交易者年鑑》中提及。
若某一年沒有聖誕行情，隔年的道琼斯工业平均指数表現會變好。

## 原因
目前還沒有普遍接受，可解釋聖誕行情的原因。以下是部份造成聖誕行情的原因：
- 由於預期一月效應，投資者買進股票的比例增加[2]。
- 由於假期，股市交易量（英语：Volume (finance)）較低，因此比較容易提高股價[3]。
- 十二月初開始的稅務虧損收割（英语：tax-loss harvesting）壓抑股價，此效果在十二月底減緩[3]。
- 短倉賣家及悲觀投資者在這段時間放假[2]。